# Summer Sucks
«Summer Sucks» (En España «Jodido Verano» y en Hispanoamérica «Verano de Mierda») es el octavo episodio de la segunda temporada de la serie animada South Park.

## Trama
Llegan las vacaciones de verano a South Park, pero dado el inmenso calor y sol no hay mucho que hacer; esquiar en trineo sin nieve es imposible y hacer muñecos de nieve también siendo cambiados vanamente por muñecos de barro. A pocos días de la celebración de la Independencia de Estados Unidos el 4 de julio, Colorado aprobó una ley de restricción a los fuegos artificiales después de que un niño en el pueblo de North Park hubiese perdido sus manos a consecuencia de estos. Dicha situación y al ver que los chicos estaban aburridos en el verano, Jimbo y Ned deciden comprar petardos y fuegos artificiales ilegales en México. Mientras tanto la alcaldesa McDaniels decide usar Serpientes del faraón como fuego artificial ya por ser el único autorizado por el estado y dada su poca peligrosidad.
La celebración del 4 de julio se lleva a cabo con la primaria de South Park tocando The Stars and Stripes Forever y posteriormente la Serpiente del Faraón, la más gigante del mundo es encendida, pero dado el tamaño de la misma se apagaría en noviembre del año próximo, por tanto la serpiente empieza a causar caos primero en el pueblo y luego en todo el estado.
Por otra parte el Sr. Garrison descubre que el Sr. Sombrero ha desaparecido por lo que acude en ayuda al Sr. Mackey quien empieza a notar la homosexualidad de Garrison, quien la niega rotundamente y luego de ver en TV a Shari Lewis se desencadena un deseo de compañía e imagina matar a la ventiloqua y a su títere Lamb Chop por lo que Garrison acude a una cita con el Dr. Katz, después de haber sometido a Garrison a un examen en Squigglevision, Katz diagnostica que Garrison es gay y que el Sr. Sombrero representaba ese lado reprimido luego de que Garrison confesase fantasear homosexualmente con el Sr. Sombrero y Brett Favre en un sauna (la cual se hace realidad). Garrison se siente inseguro pero a la vez ofendido con Katz quien es asesinado luego de ser quemado por la serpiente que ahora ha crecido a niveles enormes. Mientras tanto, Cartman a pesar de las burlas de sus amigos ingresa a clases de natación gracias a su madre pero para su desgracia y advertido por sus amigos, los niños de primer grado orinan en la piscina lo que hace enojar a Cartman, sin embargo, la piscina es cerrada a causa de la serpiente y Cartman decide quedarse para practicar nadando.
Luego de adquirir ilegalmente fuegos artificiales en México, Jimbo y Ned vuelven a Estados Unidos para luego ser capturados por el transporte de los petardos y en parte por torpeza de Jimbo. Ambos son encarcelados pero la serpiente destroza la pared de la cárcel y Jimbo y Ned escapan y dan a Stan y a Kyle los petardos, los cuales disparan hacia la serpiente provocando una lluvia de ceniza cual nieve provocando alegría entre sus habitantes quienes hacen varias actividades con la ceniza. Más tarde Garrison aparece con un nuevo acompañante el Sr. Ramita (Mr. Twig) y para desgracia de Cartman la piscina es reabierta provocando que los niños de primer grado orinen en la piscina dejándola completamente amarilla. Asqueado Cartman sale de la piscina.
Al final Chef vuelve de sus vacaciones en Aruba y al ver a todos los habitantes del pueblo llenos de ceniza pareciendo afroamericanos se siente ofendido y jura golpearlos.

## La muerte de Kenny
Cuando la serpiente pierde el control destroza la grada donde se encontraba la banda de primaria de South Park, donde se encontraban los chicos, y la grada cae encima de Kenny matando a este.